# Sieńsko (województwo świętokrzyskie)
Sieńsko – wieś w Polsce, położona w województwie świętokrzyskim, w powiecie jędrzejowskim, w gminie Słupia.
W latach 1975–1998 miejscowość administracyjnie należała do województwa kieleckiego.
Sieńsko leży w centralnej części Niecki Nidziańskiej na Płaskowyżu Jędrzejowskim, który wznosi się na wysokość od 270 do 326 m n.p.m. Przeważają tu gleby: rędziny, piaski i gliny.

## Integralne części wsi
| SIMC    | Nazwa     | Rodzaj    |
| ------- | --------- | --------- |
| 0269179 | Górki     | część wsi |
| 0269200 | Na Górce  | część wsi |
| 0269251 | Stok      | część wsi |
| 0269268 | Swaryszów | część wsi |

## Historia
W XV w. Sieńsko, w XVI w. Zieńsko (wieś należąca do parafii Sędziszowskiej), obecnie do parafii w Trzcińcu (gm. Nagłowice) i gminy Słupia Jędrzejowska. Sieńsko położone jest 18 km na południowy zachód od Jędrzejowa. Znajdowało się na trakcie Jędrzejów – Żarnowiec. Dawniej należało do pow. księskiego, obecnie należy do powiatu jędrzejowskiego.
Do Sieńska należał folwark Podgaje, albo Podsieńszcze oddzielony w 1881 r., który posiadał: dwór, ogród, 2 budynki murowane, z drzewa 6 i 242 morgi ziemi. Sieńsko w całości posiadało w 1844 r. 1096 mórg, ornego 778, łąk 2, pastwisk 158, lasu 140, nieuż. 18. Dwór był stary z łamanym dachem, w którym podobno Kościuszko nocował przed, czy po bitwie pod Szczekocinami, odległych od Sieńska o dwie mile, dwór otoczony ogrodem staroświeckim. Budynków było murowanych 10 i drewnianych 10.
W XIV w. 1376 r. właścicielem Sieńska był Borek, h. Wąż z Trzcińca, sąsiedniej wsi, właściciel prócz tego Boryszowic, Parkoszowic podczaszy proszowski 1398 r. i kasztelan brzeski, zm. 1403 r. Tenże z żony Femki miał 6 synów, którzy przyjęli imię ojca za nazwisko. Wężowie, zawołania Zachorz, byli prawdopodobnie mazowieckiego pochodzenia, przybyli tu wraz z Konradem mazowieckim.
Przez cały XV w. Sieńsko należało w częściach do Borków, a nawet jeszcze w 1570 r. Stanisław Borek, starosta sochaczewski, naturalnym a uszlachconym synom swoim 1550 r. Janowi i Adamowi oddaje Sieńsko. Na Sieńsku dziedziczyli Kościeniowie. W latach 1416–1434 Koścień miał Paweł, części i dziedziczył na Sieńsku, a Jakub Koścień jeszcze i w 1525 r., o tym wspomina Długosz, że posiadali łany kmiece, z których płacili dziesięcinę snopową i konopną wartości 17 grzywien. Wężowie mieli 6 łanów km., 4 zagrody bez roli, 2 rzemieślnicze. W XVI w. 1581 r. miał tu i Kmita l łan km., 2 zagrody bez roli, 2 rzemieślnicze (Pawiński). Współwłaścicielami Sieńska w XVI w. byli Borkowie, h. Wąż. Jan, brat Krzysztofa, dziedzic Mironic, Pawłowic, Witkowie, prócz tego miał on dział w Trzcieńcu i Mikołaj, dziedzic prócz tego Boleścic, Ołpic oraz działów w Pielińce i Trzcieńcu.
W 1621 r. właścicielem Sieńska był Seweryn Rawicz-Dembiński, syn Stanisława starosty chęcińskiego i Anny Ciołkówny z Żelechowa, prócz Sieńska, właściciel Więckowic 1599 r., Secemina 1618 r. i Sprowy. Od Dembińskich kupują S. Białobrzescy, h. Abdank, można i rozrodzona rodzina pisząca się z Białobrzegów nad Pilicą. Pierwszym z tej rodziny właścicielem Sieńska był Nikodem Białobrzeski, elekt króla Władysława IV, syn Jana i Moszczeńskiej. Nikodem ur. 1592 r. zm. w Sieńsku 1672 r. 18/VII, pochowany w Sędziszowie. Marcin Białobrzeski, biskup kamieniecki, był bliskim krewnym Nikodema Białobrzeskiego. Właścicielem Sieńska był też Stanisław Biał, elekt króla Michała 1669 r.
Na początku XVIII w. Sieńsko przechodzi do możnego rodu Przerębskich, h. Nowina, rodzina ta pochodziła z Sieradzkiego, liczyła wielu senatorów i dostojników, a wł. Sieńska w 1767 r. był generał Józef Przerębski. Po Przerębskich władali Sieńskiem przelotnie Trembeccy, wreszcie Goczałkowscy, h. Poraj, którzy w końcu XVIII w. nabyli Sieńsko: mianowicie Stanisław, deputat na Trybunał Koronny w 1780 r., burgrabia zamku krakowskiego, syn Józefa i Marianny Skarbek Malczewskiej.
W 1804 r. od syna Stanisława Adama Goczałkowskiego kupił Sieńsko drugi syn Stanisława, a brat Adama Goczałkowskiego Andrzej za 300.000 złp. Ten Andrzej z Franciszki, bar. Puszett, miał 2 synów: Józefa i Franciszka Xawerego, którzy to bracia 1828 r. odziedziczyli po ojcu Sieńsko, a w 1830 r. pół Sieńska kupił Józef. Bracia ci, służyli w wojsku austriackim, potem w polskim i brali udział w powstaniu listopadowym: Franciszek Xawery jako major 9 p. piechoty, a Józef jako kapitan I p. jazdy krakowskiej – po powstaniu emigrowali, majątek uległ konfiskacie.
W 1832 r. kupił Sieńsko i Podgaj Aleksander Laskowski, też oficer i uczestnik powstania 1831 r., syn Wilhelma i Joanny z Grabkowskich. Aleksander, zm. 1883 r., z Ireny Piotrowskiej zostawił córkę Emilię za Zygmuntem Łubkowskim, właśc. Glinek w Małopolsce i synów: Tomasza, ur. 1831 r., uczestnika powstania 1863 r. rannego w bitwie pod Miechowem, właśc. Tokarni i Podgaja, ojca, prócz licznego potomstwa z żony Walerii Rakowskiej, znanego poety Kazimierza, piszącego pod pseudonimem (El) autora wielu poezji „na swojską nutę” i felietonisty. Poeta spędził młodość w Tokarni, gdzie w okolicznych lasach wraz z ojcem polował, później Ojciec przeniósł się do Podgaja, który też niebawem wyszedł z rąk jego, a poeta jeszcze wcześniej przeniósł się do Warszawy i zamieniwszy lemiesz na pióro, zdobył sobie popularność i sławę poety z „Bożej łaski”. Autor „Z chłopskiej piersi”, „Satyr politycznych”. „Pogrzebu” „Z rapsodów wolności” był doskonałym znawcą życia wiejskiego i piewcą swej rodzinnej ziemi. Podgaj został odłączony 1881 r., a i niebawem wyszedł z rąk Laskowskich. W 1899 r. kupił go Adam Tański z Łagiewnik, ożeniony z Marią Borkiewiczówną z Piołunki.
W 1905 r. zaś kupuje Podgaj Dębski, obecnie zaś znajduje się w rękach wdowy po Eugeniuszu Biernackim, synie Wincentego, z domu Dębskiej. Sieńsko po śmierci A. Laskowskiego dostał drugi jego syn Michał, ur. 1840 r., zm. 1905 r., ożeń. z Zofią Helclówną z Rzędowic, przekazał Sieńsko żonie i dzieciom: Józefowi, Henrykowi, Janowi Ireneuszowi i córce Cecylii Józefowej Radońskiej. Ci 1910 r. sprzedali Sieńsko Wincentemu Biernackiemu.

## Zabytki
Park dworski z XVIII w., wpisany do rejestru zabytków nieruchomych (nr rej.: A.145 z 5.12.1957 i z 7.07.1977).